# El conde Lucanor

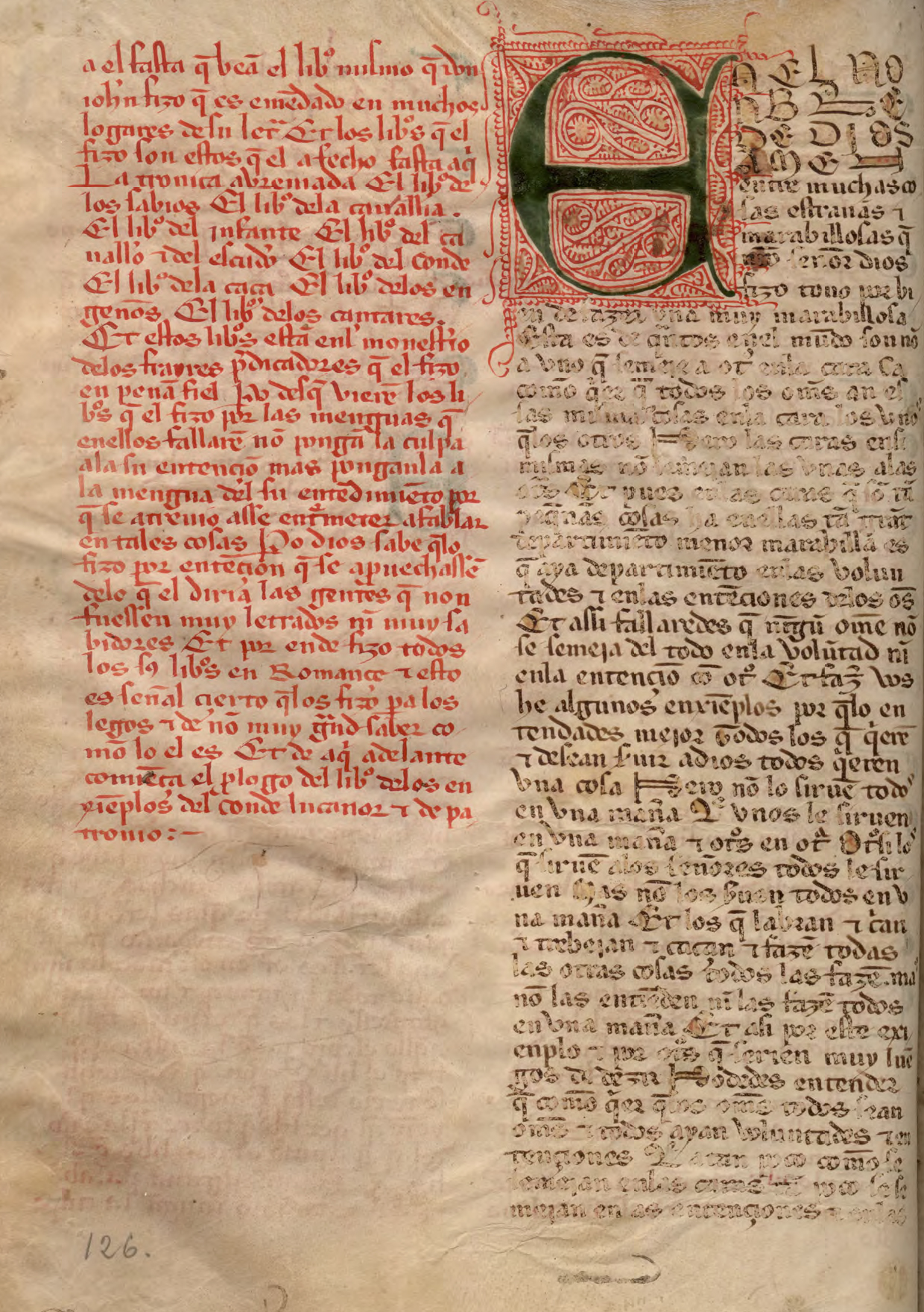
Incipit dell'opera in un manoscritto

El conde Lucanor è un libro di racconti morali in castigliano antico, scritto tra il 1330 ed il 1335 da Don Juan Manuel. È l'opera fondamentale della narrativa in prosa della letteratura spagnola del XIV secolo.

## Struttura dell'opera
Il libro è composto da 5 parti e 2 prologhi.
Nei 2 prologhi l'autore indica lo scopo del libro. Egli dice che questo è scritto in lingua romanza, perché molte persone non capiscono più il latino, e che l'opera è diretta al signore, per dare lezioni sul modo per ottenere e mantenere la fama, conservare proprietà e salvare la propria anima. L'opera è un manuale per il "buon cavaliere". Inoltre, il libro è rivolto a persone della stessa classe sociale dell'autore, nobili e cavalieri, e ha uno scopo didattico.
La parte più famosa dell'opera è la prima parte: è costituita da 51 storie (in latino exemplum,-a) inserite in una situazione tipica ripetuta (la struttura delle raccolte di racconti di origine orientale come le Mille e una notte). Normalmente edizioni moderne dell'opera includono solo la prima parte.
Le parti seconda, terza e quarta sono formate da "proverbi" e sono rivolte direttamente alla lettura del fratello dell'autore, tale Jaime de Jérica, al fine di offrire sermoni "dolci" per migliorare il suo stato (materiale e spirituale).
Nella quinta parte il personaggio di Patronio offre nuove consigli o sermoni per il gentiluomo (e gli uomini in generale), per salvare l'anima e meritare la vita eterna, ma questa volta senza exempla (storie).

## Fonti
Le fonti sono molteplici, ma fondamentalmente tre sono le più importanti:
- Sendebar e altri testi di tradizione orientale, ben noti e tradotti nel Medioevo;
- Disciplina clericalis, del XII secolo, una raccolta di exempla medievale che mescola storie di origine orientale, cristiana ed ebraica;
- I sermoni domenicani, in quanto l'autore è stato strettamente legato a questo ordine che ha incoraggiato l'uso di storie come strumento didattico nei sermoni.

## Contenuto e struttura dei racconti
Il libro raccoglie le tradizioni occidentale e orientale in 51 exampla o storie che hanno tutte una stessa struttura, una situazione che si ripete sempre:
1. Il conte Lucanor espone al saggio Patronio un problema con cui si è trovato coinvolto nelle sue faccende quotidiane da cavaliere.
2. Il saggio per aiutarlo riporta un racconto dove il conte può trovare la risposta al suo problema.
3. Una volta terminato il racconto, Patronio stabilisce la relazione tra il dilemma iniziale del conte Lucanor e il racconto.
4. Alla fine, Don Juan Manuel (l'autore entra in modo diretto nell'opera) estrae una morale in versi distici.

## Personaggi
Ci sono tre personaggi principali:
- Patronio, saggio che consiglia il suo signore, il conte Lucanor;
- Il conte Lucanor, che chiede consigli a Patronio;
- Don Juan Manuel, l'autore dell'opera, che entra nella storia alla fine per estrarre la morale finale.

## Tematiche
I temi principali dei racconti sono:
- Aspirazioni e problemi spirituali (la salvezza dell'anima);
- Preoccupazioni materiali (conservare la ricchezza);
- Preoccupazioni sociali e politiche (mantenere lo status, le relazioni tra uguali, le questioni di guerra);
- Il comportamento umano (la confidenza, la amicizia, la menzogna, la superbia).

## Racconti
- Racconto I: Lo que sucedió a un rey y a un ministro suyo (Ciò che successe a un re e al suo ministro)
- Racconto II: Lo que sucedió a un hombre bueno con su hijo (Ciò che successe ad un uomo buono con suo figlio)
- Racconto III: Lo que sucedió al rey Ricardo de Inglaterra cuando saltó al mar para luchar contra los moros
- Racconto IV: Lo que, al morirse, dijo un genovés a su alma.
- Racconto V: Lo que sucedió a una zorra con un cuervo que tenía un pedazo de queso en el pico
- Racconto VI: Lo que sucedió a la golondrina con los otros pájaros cuando vio sembrar el lino
- Racconto VII: Lo que sucedió a una mujer que se llamaba doña Truhana
  - Il Racconto VII si ispira al racconto di Esopo "La lattaia e il suo secchio".
  - Il Racconto VII è stato identificato da Max Müller come originato nel ciclo hindú Panchatantra.
- Racconto VIII: Lo que sucedió a un hombre al que tenían que limpiarle el hígado
- Racconto IX: Lo que sucedió a los dos caballos con el león
- Racconto X: Lo que ocurrió a un hombre que por pobreza y falta de otro alimento comía altramuces
- Racconto XI: Lo que sucedió a un deán de Santiago con don Illán, el mago de Toledo
  - Il Racconto XI ha rassomiglianze con i racconti tradizionali giapponesi.
- Racconto XII: Lo que sucedió a la zorra con un gallo
- Racconto XIII: Lo que sucedió a un hombre que cazaba perdices
- Racconto XIV: Milagro que hizo Santo Domingo cuando predicó en el entierro de un comerciante
- Racconto XV: Lo que sucedió a don Lorenzo Suárez en el sitio de Sevilla
- Racconto XVI: La respuesta que le dio el conde Fernán González a Nuño Laínez, su pariente
- Racconto XVII: Lo que sucedió a un hombre con otro que lo convidó a comer
- Racconto XVIII: Lo que sucedió a don Pedro Meléndez de Valdés cuando se rompió una pierna
- Racconto XIX: Lo que sucedió a los cuervos con los búhos
- Racconto XX: Lo que sucedió a un rey con un hombre que le dijo que sabía hacer oro
- Racconto XXI: Lo que sucedió a un rey joven con un filósofo a quien su padre lo había encomendado
- Racconto XXII: Lo que sucedió al león y al toro
- Racconto XXIII: Lo que hacen las hormigas para mantenerse
- Racconto XXIV: Lo que sucedió a un rey que quería probar a sus tres hijos
- Racconto XXV: Lo que sucedió al conde de Provenza con Saladino, que era sultán de Babilonia
- Racconto XXVI: Lo que sucedió al árbol de la Mentira
- Racconto XXVII: Lo que sucedió con sus mujeres a un emperador y a Álvar Fáñez Minaya
- Racconto XXVIII: Lo que sucedió a don Lorenzo Suárez Gallinato
- Racconto XXIX: Lo que sucedió a una zorra que se tendió en la calle y se hizo la muerta
- Racconto XXX: Lo que sucedió al Rey Abenabet de Sevilla con Romaiquía, su mujer
- Racconto XXXI: Lo que ocurrió entre los canónigos y los franciscanos en París
- Racconto XXXII: Lo que sucedió a un rey con los burladores que hicieron el paño
- Racconto XXXIII: Lo que sucedió a un halcón sacre del infante don Manuel con una garza y un águila
- Racconto XXXIV: Lo que sucedió a un ciego que llevaba a otro
- Racconto XXXV: Lo que sucedió a un mancebo que casó con una muchacha muy rebelde
- Racconto XXXVI: Lo que sucedió a un mercader que encontró a su mujer y a su hijo durmiendo juntos
- Racconto XXXVII: Respuesta que dio el conde Fernán González a los suyos después de la batalla de Hacinas
- Racconto XXXVIII: Lo que sucedió a un hombre que iba cargado con piedras preciosas y se ahogó en el río
- Racconto XXXIX: Lo que sucedió a un hombre con las golondrinas y los gorriones
- Racconto XL: Causas por las que perdió su alma un general de Carcasona
- Racconto XLI: Lo que sucedió a un rey de Córdoba llamado Alhaquen
- Racconto XLII: Lo que sucedió al diablo con una falsa devota
- Racconto XLIII: Lo que sucedió al Bien con el Mal y al cuerdo con el loco
- Racconto XLIV: Lo que sucedió a don Pedro Ruy González de Ceballos y a don Gutierre Ruiz de Blanquillo con el conde Rodrigo el Franco
- Racconto XLV: Lo que sucedió a un hombre que se hizo amigo y vasallo del diablo
- Racconto XLVI: Lo que sucedió a un filósofo que por casualidad entró en una calle donde vivían malas mujeres
- Racconto XLVII: Lo que sucedió a un moro con una hermana suya que decía ser muy miedosa
- Racconto XLVIII: Lo que sucedió a uno que probaba a sus amigos
- Racconto XLIX: Lo que sucedió al que dejaron desnudo en una isla al acabar su mandato
- Racconto L: Lo que sucedió a Saladino con la mujer de un vasallo suyo
- Racconto LI: Lo que sucedió a un rey cristiano que era muy poderoso y muy soberbio